# Carme Montoriol i Puig
Montoriol i Puig est un nom catalan. Le premier nom de famille, paternel, est Montoriol ; le second, maternel, souvent omis, est Puig ; les deux sont fréquemment liés par la conjonction « i ».
Carme Montoriol i Puig, née à Barcelone en juin 1892 et morte le 26 juillet 1966 dans cette même ville, est une écrivaine, traductrice, narratrice, poétesse et dramaturge espagnole.

## Milieu familial
Carme Montoriol naît en juin 1892 à Barcelone au sein d'une famille de l'Alt Empordà. Elle est la fille du savant catalan Narcís Monturiol i Estarriol, inventeur des sous-marins Ictíneo I et Ictíneo II.
Elle fait partie de la famille de l'écrivain et homme politique Josep Puig Pujades et grandit dans un environnement intellectuel et artistique typique de la bourgeoisie catalane. 

## Biographie
Elle se passionne dès l'enfance pour le théâtre, étudie la musique et s'intéresse à l'écriture. Elle compose ses premiers poèmes autour des années 1920. Elle suit également les cours de catalan de Pompeu Fabra à l'Institut d'études catalanes.
Elle maîtrise les langues catalane, espagnole, française, anglaise, allemande et italienne.
En 1928, elle publie la traduction catalane des sonnets de Shakespeare, en vers et en respectant la structure originale. La réussite de la traduction, dédiée à Pompeu Fabra, surprend le monde intellectuel catalan. Elle est l'une des premières femmes dramaturges en Catalogne, et elle obtient très vite les faveurs de la critique et du grand public.
En 1935, elle publie La nit de Reis o el que vulgueu (La Nuit des rois, ou Ce que vous voudrez), une comédie romantique de Shakespeare. La plupart de ses traductions restent pourtant inédites, par exemple les traductions de l'anglais au catalan d’œuvres de  Lord Byron, de John Milton, d'Oscar Wilde et de Rudyard Kipling, de poèmes de Maria Teresa Casals i Rubio (ca), de Carme Guasch, de Josep M. De Sagarra, Josep Carner, Francesc Pujols (du catalan au français) ou des œuvres d'Alexandre Dumas et d'Anatole France du français au catalan, ou encore la pièce La vita che ti diedi (La Vie que je t'ai donnée) de Luigi Pirandello, qu'elle traduit de l'italien au catalan.
De conviction féministe, elle cherche à dynamiser la culture barcelonaise et anime le Lyceum Club de Barcelone avec Aurora Beltrana. Elle propose des conférences sur les thèmes aussi divers que « Les relations hommes-femmes », « La vie et l’œuvre de Shakespeare », « Le théâtre de Ibsen », « La poésie japonaise », « La chanson populaire » ou encore « La Renaissance littéraire catalane ». Elle promeut l'amélioration de l'accès des femmes à l'éducation et l'égalité de genre.
Durant la guerre d'Espagne, elle participe à la revue Companya. Travaillant durant la République au ministère catalan de la culture, elle doit fuir Barcelone devant l'avancée nationaliste. Elle s'exile à Lyon, mais doit retourner en 1940 à Barcelone pour soigner sa mère malade. Elle finit sa vie sous la dictature en lisant et écrivant. Elle meurt le 26 juillet 1966.

## Postérité
Une grande partie de son legs est conservé à la Bibliothèque Fages de Climent de Figueras, d'où sa famille est originaire.
Une place publique de Barcelone porte son nom.